# Sulfonsäurehalogenide

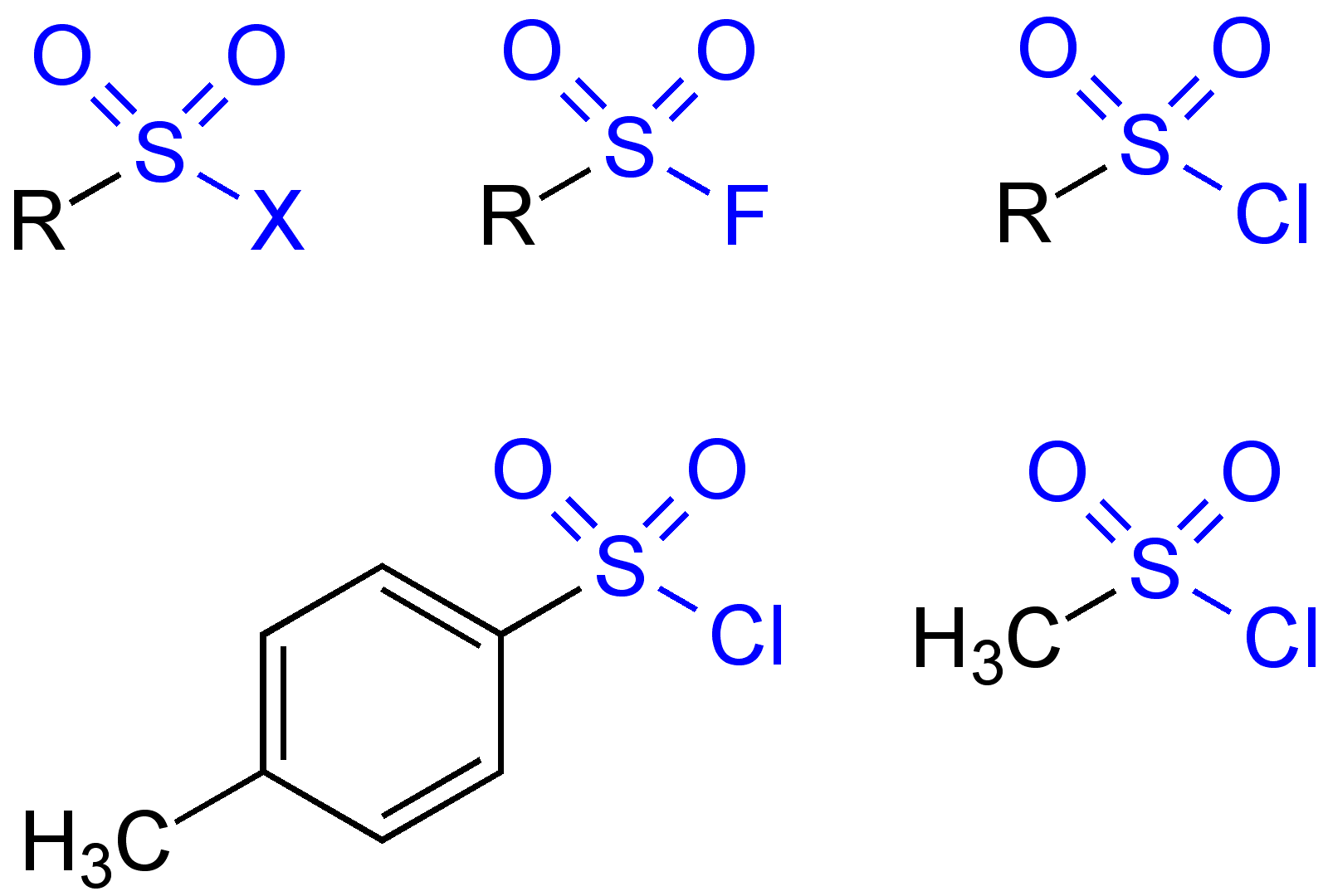
Allgemeine Formel der Sulfonsäurehalogenide (X= F, Cl, Br oder I), Sulfonsäurefluoride und Sulfonsäurechloride sowie die Strukturformeln von Tosylchlorid und Mesylchlorid (von links oben nach rechts unten). R ist die Organyl-Rest (Alkyl-Rest, Aryl-Rest, Alkylaryl-Rest et cetera). Der Halogensulfonyl-Rest ist blau markiert.

Sulfonsäurehalogenide, auch Sulfonylhalogenide genannt, sind eine Stoffgruppe in der organischen Chemie. Sie enthalten eine Sulfonylgruppe, die über eine Einfachbindung an ein Halogen-Atom gebunden ist. Ihre allgemeine Formel ist R–SO2–X, in der X ein Halogen bedeutet.

## Sulfonsäurefluoride
Sulfonsäurefluoride, auch Sulfonylfluoride genannt, haben die allgemeine Formel R–SO2–F und werden als Edukte in Synthesen eingesetzt. So werden die meisten industriell erzeugten Perfluoroctansulfonyl-Derivate, wie PFOS, ausgehend von einem Sulfonsäurefluorid hergestellt.

## Sulfonsäurechloride
Sulfonsäurechloride, auch Sulfonylchloride genannt, haben die allgemeine Formel R–SO2–Cl. Sie reagieren mit Nucleophilen, wie Alkoholen, primären oder sekundären Aminen (siehe Hinsberg-Trennung). Wenn das Nucleophil ein Alkohol ist, entsteht ein Sulfonsäureester. Ist das Nucleophil ein Amin, so entsteht ein Sulfonamid. Wichtige Sulfonsäurechloride sind Tosylchlorid, Brosylchlorid, Nosylchlorid und Mesylchlorid. Die Synthese der Sulfonsäurechloride erfolgt meist über die Reed-Reaktion. Sulfonsäurechloride sind feuchtigkeitsempfindlich.